# Skróty stosowane w nazwach leków
Skróty stosowane w nazwach leków – są to oznaczenia, zazwyczaj zbudowane z kilku liter, dodawane do nazwy handlowej preparatu leczniczego, odnoszące się do jego własności fizycznych.
Z reguły tworzy się je na podstawie pierwszych liter anglojęzycznego terminu określającego szybkość uwalniania substancji leczniczej z danej postaci leku (kapsułki, tabletki, plastra) lub drogi podania.

## Przykłady skrótów

### Określające szybkość uwalniania substancji leczniczej
- CR (z ang. controlled release) – uwalnianie kontrolowane
- SR (z ang. slow release) – wolne uwalnianie
- ZK (z ang. zero kinetics) – kinetyka rzędu zerowego
- ZOK (z ang. zero order kinetics) – mechanizm uwalniania wykazujący kinetykę rzędu zerowego (ilość uwalnianej substancji w jednostce czasu nie zależy od aktualnego jej stężenia w postaci leku (np. rozpuszczanej tabletce)

### Określające drogę podania leku
- TTS (z ang. through the skin) – przez skórę (w postaci plastra)

### Określające skład leku
- comb (z ang. combined) – lek łączący co najmniej dwie substancje lecznicze w określonych dawkach